# Tipula (Eremotipula) byersi
Tipula (Eremotipula) byersi is een tweevleugelige uit de familie langpootmuggen (Tipulidae). De soort komt voor in het Nearctisch gebied.